# Stoystown
Stoystown es un borough ubicado en el condado de Somerset, Pensilvania, Estados Unidos. Tiene una población estimada, a mediados de 2022, de 295 habitantes.

## Geografía
La localidad está ubicada en las coordenadas 40°6′12″N 78°57′16″O / 40.10333, -78.95444 (40.103215, -78.954558).

## Demografía
Según el censo de 2000, los ingresos medios de los hogares de la localidad eran de $30 313 y los ingresos medios de las familias eran de $36 250. Los hombres tenían ingresos medios por $27 361 frente a los $21 667 que percibían las mujeres. Los ingresos per cápita para la localidad eran de $14 629. Alrededor del 17.3 % de la población estaba por debajo del umbral de pobreza.
De acuerdo con la estimación 2017-2021 de la Oficina del Censo, los ingresos medios de los hogares de la localidad son de $51 563 y los ingresos medios de las familias son de $81 250. Alrededor del 7.1 % de la población está por debajo del umbral de pobreza.